# Behind the Camera: The Unauthorized Story of Charlie's Angels
Pour plus de détails, voir Fiche technique et Distribution.
Behind the Camera: The Unauthorized Story of Charlie's Angels est un téléfilm dramatique américain réalisé par Francine McDougall, sorti en 2004. Il documente le succès de la série Charlie's Angels ainsi que les conflits interpersonnels ayant surgi lors du tournage.

## Fiche technique
Sauf indication contraire, les informations mentionnées dans cette section peuvent être confirmées par les bases de données cinématographiques IMDb et Allociné,  présentes dans la section « Liens externes ».
- Titre original : Behind the Camera: The Unauthorized Story of Charlie's Angels'
- Réalisation : Francine McDougall
- Scénario : Matt Doriff, David Hofstede et Jack Condon
- Musique : Jeff Cardoni
- Direction artistique : Teresa Weston
- Décors : Helen Dolan
- Costumes : Tina Fiorda
- Photographie : Joel Ransom
- Son : Jacqueline Cristianini et Mike Olekshy
- Montage : Paul Dixon
- Production : Ted Bauman
  - Production déléguée : Howard Braunstein, Matt Dorff, Michael Jaffe et Michael G. Larkin
- Sociétés de production : Michael G. Larkin Productions, Bauman Entertainment, Charlie's Angels Productions et Jaffe/Braunstein Films
- Sociétés de distribution : NBC
- Pays de production :  États-Unis
- Langue originale : anglais
- Genre : Drame
- Durée : 96 minutes
- Date de diffusion :
  - États-Unis : 8 mars 2004

## Distribution
Sauf indication contraire, les informations mentionnées dans cette section peuvent être confirmées par les bases de données cinématographiques IMDb et Allociné,  présentes dans la section « Liens externes ».
- Christina Chambers : Jaclyn Smith
- Tricia Helfer : Farrah Fawcett
- Lauren Stamile : Kate Jackson
- Ben Browder : Lee Majors
- Dan Castellaneta : Aaron Spelling
- Dan Lauria : Fred Silverman
- Michael Tomlinson : Barney Rosenzweig
- Wallace Langham : Jay Bernstein
- Orson Bean : John Forsythe
- Bill Dow : David Doyle
- Adrian Hough : Frederick Pierce
- Brandy Ledford : Candy Spelling
- Gary Jones : un producteur
- J. R. Bourne : un journaliste
- John DeSantis : Bigfoot
- Nicholas Harrison : Michael Eisner
- Eric Breker : Barry Diller
- Terry David Mulligan : l'avocat de Farrah
- Brittany Tiplady : Jenny
- Samantha McLeod : une guide
- Adrian Holmes : Stevie Wonder
- David Palffy : Telly Savalas
- Jeremy Van der Driesen : Ricardo Montalbán
- Chelsea Watson : Cheryl Ladd
- Summer Gibson-Lefaive : Tori Spelling
- Bruce Altman : Leonard Goldberg